# Madeleine Sorel
Pour les articles homonymes, voir Sorel.
Madeleine Sorel (née 19 mai 1904 à Watermael-Boitsfort et morte le 8 novembre 1998 à Braine-le-Comte) est une résistante et une professionnelle de la petite enfance qui sauve soixante enfants juifs et plusieurs adultes. En 1994, elle est déclarée Juste parmi les nations par l'institut Yad Vashem. 

## Biographie
Madeleine Julie Emilie Sorel est née le 19 avril 1904 à Watermael Boitsfort. Elle est l'aînée des neuf enfants de Louis Sorel (1872-1929), ingénieur et directeur des chemins de fer vicinaux et Hélène Le Boulenge (1883-1965).
Elle passe son enfance à Bruxelles puis à Dixmude. Pendant la Première guerre mondiale, la famille Sorel se réfugie dans différentes villes de Belgique, en Angleterre, et en France et, après la guerre, s'installe au château de Dürmen à Zomergem.
Madeleine Sorel a deux enfants, Daniel (1941-1971) et Claudine Sorel (1942-) adoptés en 1944.  
De 1930 à 1935, elle est sous-directrice d'un Institut Médico-pédagogique dépendant de l’Œuvre National de l’Enfance. En 1935, elle fonde son propre établissement pour enfants en difficultés, le Home « Beau séjour » situé au château de Linden près de Louvain.
Au début de l'été 1942, l’Œuvre nationale de l'enfance et le Comité de défense des juifs lui demandent d'accueillir des enfants juifs. Madeleine Sorel accepte et accueille quelque soixante enfants juifs et plusieurs adultes qui lui sont adressés par les deux organismes, la Croix-Rouge de Belgique et les réseaux de résistants. Les enfants les plus jeunes, jusqu'à trois ans, restent au château, les aînés sont acheminés par la Résistance vers d'autres caches, les adultes font partie du personnel. Madeleine Sorel gère le home avec sa sœur Suzanne Sorel et son frère Emmanuel Sorel, pendant que leur sœur Lucie Sorel est engagée dans la Résistance,.
Elle est à l'origine de l'engagement du Bénédictin, le P. Bruno Reynders et de l'abbé René Ceuppens, secrétaire particulier du Cardinal Van Roey dont ils bénéficiaient du soutien.

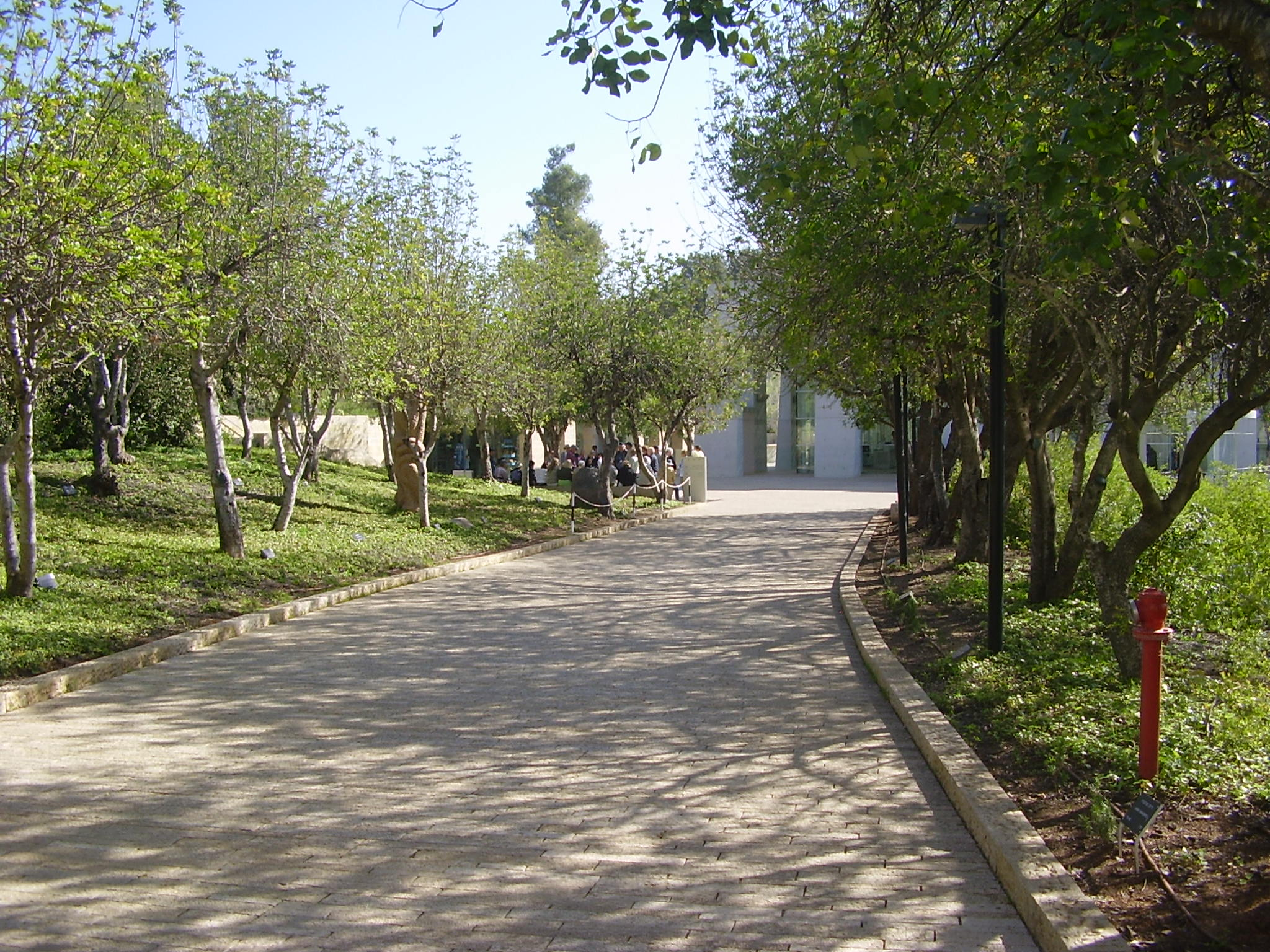
L'avenue des justes parmi les Nations - Yad Vashem - Israël

En mars 1944, la Wehrmacht réquisitionne le château de Linden. Madeleine Sorel, s'inquiétant du sort des enfants auprès de l'officier se vit répondre qu'il n'ignorait pas que ces enfants étaient juifs mais que cette situation n'était pas de son ressort. En un week-end, le transfert des enfants vers le château de Branchon est organisé avec l'appui des camions de l'entreprise Cockerill-Sambre.
En août 1944, c'est une colonne de blindés SS qui vient s'enquérir de la nationalité des jeunes pensionnaires. Il leur fut répondu qu'ils n'étaient certainement pas juifs ce qui mit un terme à leur enquête. Il est vrai que tous les efforts étaient faits pour qu'on les prenne pour des enfants catholiques : changement de nom, distribution d'images pieuses en guise de récompense… 
Après la guerre, Madeleine Sorel continue son action en faveur de la petite enfance et fonde à Coxyde l'école française ou elle œuvre jusqu'à sa retraite en 1977.
Madeleine Sorel ne parlait jamais de son passé de résistante et c'est à la suite des actions entreprises par ses « enfants cachés » qu'elle fut reconnue juste parmi les nations en 1994 (cf. Reconnaissances).
Madeleine Sorel est décédée à Braine-le-Comte dans la nuit du 7 au 8 novembre 1998. Ses funérailles sont célébrées en l'église Saint-Géry de Braine-le-Comte,.

## Reconnaissances
- Le 11 mai 1994, elle est nommée Juste parmi les Nations[2], une médaille lui est remise à Bruxelles par Chaim Herzog le 4 septembre 1994.
- Une cérémonie eut lieu au mémorial d'Anderlecht, le 8 mai 1998. En présence du roi Albert II où son action, ainsi que celle d'Yvonne Jospa, fut officiellement reconnue en tant que Juste parmi les nations[6]. Elles furent faites à cette occasion Officiers de l'Ordre de la Couronne.
- En 2015, une exposition pour les 75 ans de la libération d'Eghezée rappelle l'action de Madeleine Sorel[7],[8].